# Танзанийские шашки
Танзанийские шашки (англ. Tanzanian draughts) — вариант настольной игры в шашки, в которую обычно играют в Танзании.

## Правила
Играют два человека, используя фишки на доске. Игровой процесс напоминает чешские и американские шашки. Игра ведётся на доске 8×8 с квадратами, чередующимися по цвету. Шашки двигаются только вперёд в сторону соперника. Шашки не могут бить назад. Если шашки добираются до первой линии противоположной стороны, то становятся дамками. Дамки могут брать назад и передвигаться на любое количество клеток по диагоналям. Бить шашки противника при возможности обязательно. Все шашки и дамки должны быть биты, если есть возможность сделать это за несколько прыжков. Когда есть два направления (диагонали) прыжков от того места, где находится фигура, прыжок может быть выполнен в любом возможном направлении, потому что отсутствует приоритет для длины самого прыжка, так же фигура для бития выбирается на усмотрение игрока.